# Adelen-Walzer
Der Adelen-Walzer ist ein Walzer von Johann Strauss Sohn (op. 424). Das Werk wurde am 24. April 1886 in St. Petersburg in Russland erstmals aufgeführt.